# Lev Muchin
Lev Dmitrievič Muchin (in russo Лев Дмитриевич Мухин?; Konstantinovsk, 15 ottobre 1936 – 25 aprile 1977) è stato un pugile sovietico.

## Palmarès

### Olimpiadi
- 1 medaglia:
  - 1 argento (Melbourne 1956 nei pesi massimi)